# Josef Tulka

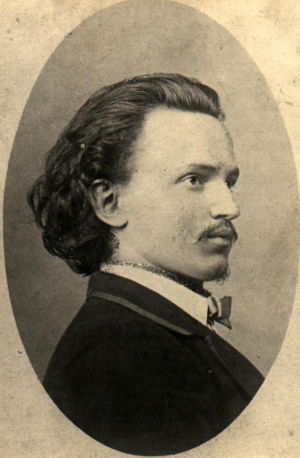
Josef Tulka

Josef Tulka (* 3. Januar 1846 in Neupaka, Königgrätzer Kreis; † vermutlich 1882 in Italien) war ein tschechischer Maler des 19. Jahrhunderts, der sich insbesondere der historisierenden, religiösen und allegorischen Malerei widmete. Er gehörte zur sogenannten Generation des Nationaltheaters und war Teil der tschechischen Kunstszene des 19. Jahrhunderts.

## Leben
Josef Tulka wurde als Sohn eines Kaufmanns und Gastwirts geboren. Seine Schulausbildung absolvierte er am Gymnasium in Jitschin, wo er schon früh künstlerisches Talent in den Bereichen Malerei und Musik zeigte. Er spielte Geige und unternahm erste Kompositionsversuche. Von 1866 bis 1875 studierte Josef Tulka – zunächst gegen den Willen seiner Eltern – an der Prager Akademie der Bildenden Künste bei Antonín Lhota und Josef Matthias von Trenkwald. Bereits während seines Studiums beteiligte er sich mit drei Wandmalereien (Universitätsstudien, Liebe und Verlobung aus dem Zyklus Das menschliche Leben von der Wiege bis zur Bahre, 1871) an der Ausstattung des Treppenhauses eines Palais auf der Prager Kleinseite, das von Josef Zítek für Franz Anton den Jüngeren Graf von Thun und Hohenstein umgebaut worden war. Um sein Studium zu finanzieren, arbeitete er unter anderem als Geiger in einem Theaterorchester, als Notenkopist, privater Musik- und Zeichenlehrer sowie als Lehrer an verschiedenen Realschulen und am Akademischen Gymnasium in Prag. Darüber hinaus war er als Fotoretuscheur tätig, etwa Mitte der 1860er Jahre im renommierten Prager Fotostudio von Jindřich Eckert, mit dem er szenisch arrangierte Atelierfotografien anfertigte.
1875 folgte Josef Tulka einer Einladung Trenkwalds nach Wien, wo er bis 1878 gemeinsam mit František Ženíšek, Maxmilián Pirner und Emmanuel Oberhauser an der Ausmalung der Chorkapellen der Wiener Votivkirche mitwirkte. Im Jahre 1879 nahm er erfolgreich am Wettbewerb für die Gestaltung der Lünetten in der Loggia des Prager Nationaltheaters teil. Nach einer Studienreise nach Italien, wo ihn vor allem die florentinische Renaissancemalerei prägte, entstanden 1879/80 die Entwürfe für sein bedeutendstes Werk, die fünf Lünetten für das Nationaltheater, die 1881 vollendet wurden. Die Bildtitel lauteten: Lied der Liebe, Lied der unterdrückten Freiheit, Lied des Ruhmes, Lied von Glück und Leid und Lied des Glaubens. 1881 durchlebte Josef Tulka eine künstlerische und wohl auch persönliche Krise. Vor einer erneuten Italienreise vernichtete er zahlreiche seiner Werke. Anfang 1882 verließ er Prag; in einem letzten Brief an seine Familie äußerte er die Absicht, in ein italienisches Kloster einzutreten. In Padua verliert sich seine Spur.

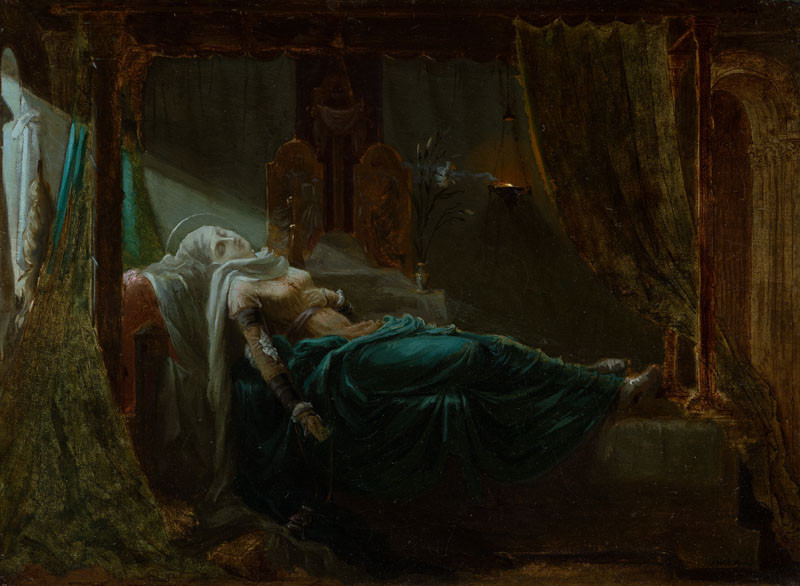
Josef Tulka: Der Tod der Heiligen Ludmila. Nationalgalerie Prag

Josef Tulka war aktives Mitglied der Künstler- und Literatenvereinigung Umělecká beseda, die eine tschechisch-national definierte Kunstauffassung vertrat und der sogenannten „Generation des Nationaltheaters“ zuzurechnen ist. Sein Werk steht in der Tradition der historisierenden, von der Nazarenerbewegung beeinflussten Malerei. Thematisch griff er religiöse Stoffe, tschechische Mythologie und Geschichte auf, oft inspiriert durch Literatur und allegorische Konzepte. Seine Gemälde und Zeichnungen befinden sich heute in der Národní galerie in Prag sowie in privaten Sammlungen.